# (15198) 1940 GJ
(15198) 1940 GJ es un asteroide perteneciente al cinturón de asteroides, descubierto el 5 de abril de 1940 por Liisi Oterma desde el Observatorio de Iso-Heikkilä, en Turku, Finlandia.